# Будюмкан (село)
Будюмкан — село в Газимуро-Заводском районе Забайкальского края России. Входит в состав сельского поселения «Кактолгинское».

## География
Село находится в северной части района в 12 км. (по прямой) от российско — китайской границы, на левом берегу реки Будюмкан на расстоянии примерно 157 километров (по прямой) к северо-востоку от села Газимурский Завод.
Часовой пояс
Село Будюмкан находится в часовой зоне МСК+6. Смещение применяемого времени относительно UTC составляет +9:00.

## История
Образовано в XIX веке как населенный пункт Нерчинского горного округа. В 1851 центр Аркиинской станицы бригады Забайкальского казачьего войска. Крестьяне переведены в казачье сословие. В советское время действовало отделение Кактолгинского колхоза, потом совхоза.

## Население
Постоянное население составляло 182 человека в 2002 году (русские 99 %), 159 человек в 2010 году.

## Достопримечательности
Недалеко от села находится заказник «Реликтовые дубы».